# Efeito mulheres são magníficas
O efeito "mulheres são magníficas" é o fenômeno encontrado em pesquisas psicológicas e sociológicas que sugerem que as pessoas associam mais atributos positivos às mulheres que aos homens. Este viés reflete uma tendenciosidade emocional favorável às mulheres como um caso geral.
A expressão foi cunhada por Alice Eagly e Antonio Mladinic em 1994, após a constatação de que tanto os probandos homens quanto as mulheres tendem a atribuir características positivas para as mulheres, com as mulheres participantes mostrando um viés muito mais pronunciado. Características positivas também foram atribuídas aos homens por participantes de ambos os sexos, mas em menor grau significativo.
Os autores propuseram que a avaliação geralmente positiva das mulheres pode derivar da associação entre mulheres e características de cuidado. Esse viés é proposto como uma forma de sexismo benevolente direcionado às mulheres, que é um conceito dentro do quadro teórico do sexismo ambivalente.

## Histórico
O termo foi cunhado pelos pesquisadores Alice Eagly e Antonio Mladinic em um artigo de 1994, onde questionaram a opinião popular de que havia preconceito contra as mulheres. Os pesquisadores observaram que muito da pesquisa a respeito tinha sido inconclusiva sobre tal viés. Haviam encontrado um viés positivo para as mulheres em seus estudos de 1989 e 1993, que envolveram questionários respondidos por estudantes nos Estados Unidos.
Em 1989, 203 estudantes de psicologia da Universidade de Purdue, em grupos de 20, receberam questionários e avaliaram indivíduos de ambos os sexos. Constatou-se uma atitude mais favorável para com as mulheres e os estereótipos femininos.
Em 1991, 324 estudantes de psicologia da Universidade de Purdue, também em grupos de 20, receberam questionários e avaliaram indivíduos de ambos os sexos. Eles avaliaram as categorias sociais de homens e mulheres, relacionando as características e expectativas de cada sexo, por meio de entrevistas, associações de emoção e medidas de respostas livres. As mulheres tiveram uma classificação superior em atitudes e crenças, mas não em emoções.

## Viés favorável ao próprio grupo
Rudman & Goodwin (2004) realizaram uma pesquisa sobre o viés de gênero que media preferências direcionadas a algum gênero sem perguntar diretamente aos participantes. Probandos de Purdue e Rutgers participaram em tarefas que mediam ações automáticas baseadas na rapidez com que categorizavam como agradáveis e desagradáveis atributos com cada gênero. Tal tarefa foi feita para descobrir se as pessoas associam palavras agradáveis ('bom', 'feliz', 'iluminado') às mulheres, e palavras desagradáveis ('ruim', 'problema' e 'dor') aos homens.
Essa pesquisa constatou que, enquanto as mulheres e os homens têm opiniões mais favoráveis sobre as mulheres, os vieses a favor do próprio grupo eram 4,5 vezes mais fortes em mulheres do que em homens; e que só as mulheres apresentam um equilíbrio cognitivo entre o viés favorável ao próprio grupo, a identidade e a auto-estima, revelando que falta aos homens um mecanismo que reforce a preferência automática pelo próprio grupo.
Outros experimentos desse estudo revelaram que as pessoas demonstram preferência automática por suas mães mais que por seus pais, ou associam o sexo masculino à violência ou à agressão. Rudman e Goodwin descobriram que a ligação materna e a intimidação masculina influenciam as atitudes direcionadas aos gêneros.
Outro experimento descobriu que as atitudes dos adultos foram moduladas por suas reações a categorias associadas às relações sexuais. Revelou-se que, entre homens com vida sexual mais ativa, quanto mais positiva era sua atitude em relação ao ato sexual, maior era a sua tendenciosidade favorável às mulheres. Um maior interesse e gosto por sexo pode promover preferência automática para com o grupo não-próprio (as mulheres) entre os homens, embora tanto mulheres quanto homens sexualmente experientes expressassem maior gosto pelo sexo oposto.

## Controvérsia
Alguns autores afirmaram que o efeito "mulheres são magníficas" é aplicável quando as mulheres seguem os tradicionais papéis de gênero, como a criação de filhos e o papel de dona de casa. O estudo original por Eagly, Mladinic & Otto (1991) menciona essa possibilidade e afirma, no resumo: "Não parece que as avaliações muito positivas das mulheres pelos entrevistados mascaram uma ambivalência em relação a elas". Outros autores citaram estudos que indicam que o efeito "mulheres são magníficas" é ainda aplicável mesmo quando as mulheres não ocupam papéis tradicionais de gênero.
Vários estudiosos acadêmicos têm defendido que o efeito "mulheres são magníficas" pode ser melhor formulado como efeito "as mulheres são maravilhosas quando...", com o "quando" tendo a conotação de que as mulheres não estão no comando. No entanto, no caso de uma acadêmica, admite-se que os homens só mostraram atitudes implícitas pró-mulheres menores, e que ainda exibem um viés de grupo próprio que favorece as mulheres. No caso de outro acadêmico, afirma-se que os homens que detinham atitudes anti-mulheres também tinham opiniões benevolentes sobre as mulheres, sugerindo ambivalência em relação às mulheres. O estudo original de Eagly, Mladinic & Otto (1991), que descobriu o efeito "mulheres são magníficas", não encontrou tal ambivalência.

## Leitura complementar
- Anderson, Kristin J., Modern Misogyny: Anti-Feminism in a Post-Feminist Era : (Oxford University Press, 2014). ISBN 978-0-199328-178
- Eagly, Alice H.; Steffen, V. J. (1984), "Gender stereotypes stem from the distribution of women and men into social roles", Journal of Personality and Social Psychology, 46 (4): 735–754, doi:10.1037/0022-3514.46.4.735
- Garcia-Retamero, Rocio; López-Zafra, Esther (2006), "Prejudice against Women in male-congenial environments: Perceptions of gender role congruity in leadership", Sex Roles, 55 (1/2): 51–61, doi:10.1007/s11199-006-9068-1
- Whitley, Bernard E.; Kite, Mary E. (2010), The Psychology of Prejudice and Discrimination, Belmont, California, USA: Wadsworth, ISBN 978-0-495-81128-2